# Ephemerum asiaticum
Ephemerum asiaticum är en bladmossart som beskrevs av Jean Édouard Gabriel Narcisse Paris och Brotherus in Paris 1901. Ephemerum asiaticum ingår i släktet dagmossor, och familjen Ephemeraceae. Inga underarter finns listade i Catalogue of Life.